# Convento de São Bento de Cástris
O Convento de São Bento de Cástris, ou Mosteiro de São Bento de Cástris, é um monumento nacional situado na freguesia de Malagueira e Horta das Figueiras, no município de Évora, a cerca de 2 km das Portas da Lagoa, na direcção de Arraiolos.

## Descrição
Do ponto de vista arquitectónico o mosteiro é muito valioso, marcado pelo tardo-gótico e pelo manuelino, especialmente nas abóbadas da igreja, no vasto claustro, na sala do capítulo e  no refeitório. No exterior, a sobreposição dos vários telhados, pavilhões e campanários dá ao conjunto um aspecto muito pitoresco.

## História
O Real Mosteiro de São Bento de Cástris, da Ordem de Cister, é o mais antigo mosteiro cisterciense feminino a sul do Tejo, tendo sido fundado em 1274, por D.Urraca Ximenes. 
Esta vasta casa religiosa, erguida no sopé do Alto de São Bento (miradouro da cidade de Évora), ficou assinalado na história da crise dinástica de 1383-1385. À época era abadessa do Mosteiro D.Joana Peres Ferreirim, dama da família da Rainha Leonor Teles, a quem o povo chamava a Aleivosa. Segundo a crónica de Fernão Lopes, a abadessa, que se escondera na Catedral, durante os tumultos da revolução do Mestre de Avis, foi depois arrastada pela multidão e morta na Praça do Giraldo.
Após seis séculos de existência, a vida religiosa no mosteiro terminou em 18 de Abril de 1890, com a morte da última monja, Soror Maria Joana Isabel Baptista, que contava 89 anos. Entrados na posse do Estado, os edifícios serviram de Escola Agrícola durante alguns decénios. Entre 1960 e 2005 albergou a secção masculina da Casa Pia de Évora.
Na madrugada de 6 de Março de 2011, o imóvel, classificado como Monumento Nacional, foi vandalizado, tendo um dos sinos sido roubado.
No dia 22 de abril de 2015, aconteceu no Convento de São Bento de Cástris, em Évora, a cerimónia pública de lançamento do projeto Sphera Cástris – Southwest Park for Heritage and Arts. Pretende-se que o projeto, cujo investimento provém de fundos estruturais, através do programa Europa Criativa e de projetos científicos com a Universidade de Évora, dê origem a clusters empreseriais, laboratórios de desenvolvimento na área do património, residências artísticas e trabalhos de desenvolvimento agrícola. Espera-se que o cruzamento de ciência, património e arte contemporânea no espaço do Convento de São Bento de Cástris concorra para o desenvolvimento económico de Évora e da região. Estiveram presentes na cerimónia de lançamento Jorge Barreto Xavier, Secretário de Estado da Cultura; Carlos Pinto de Sá, Presidente do Município de Évora; António Dieb, Presidente da CCDR Alentejo; e Ausenda de Cáceres Balbino, Vice-Reitora da Universidade de Évora, assim como o Prior Geral da Comunidade Religiosa Internacional Cisterciense do Brasil, o Monge Don Guilherme Pontes Coelho.
Em 2017, a Casa da Capelania está a ser revitalizada pela Direcção Regional de Cultura do Alentejo. O projeto de revitalizarão do Mosteiro envolve um conjunto de entidades representativas do concelho de Évora e da região, bem como várias entidades internacionais. Entre estas figura a Comunidade Religiosa Internacional Cisterciense, composta por Monges beneditinos de origem brasileira, que integram o projeto na perspectiva de manter o carácter religioso originário do monumento. Espera-se que, com a chegada dos Monges em 2017, a igreja do Mosteiro possa vir a ser utilizada novamente para ofícios religiosos e sacramentais, inserindo novamente o Mosteiro na vida cultural e religiosa de Évora.

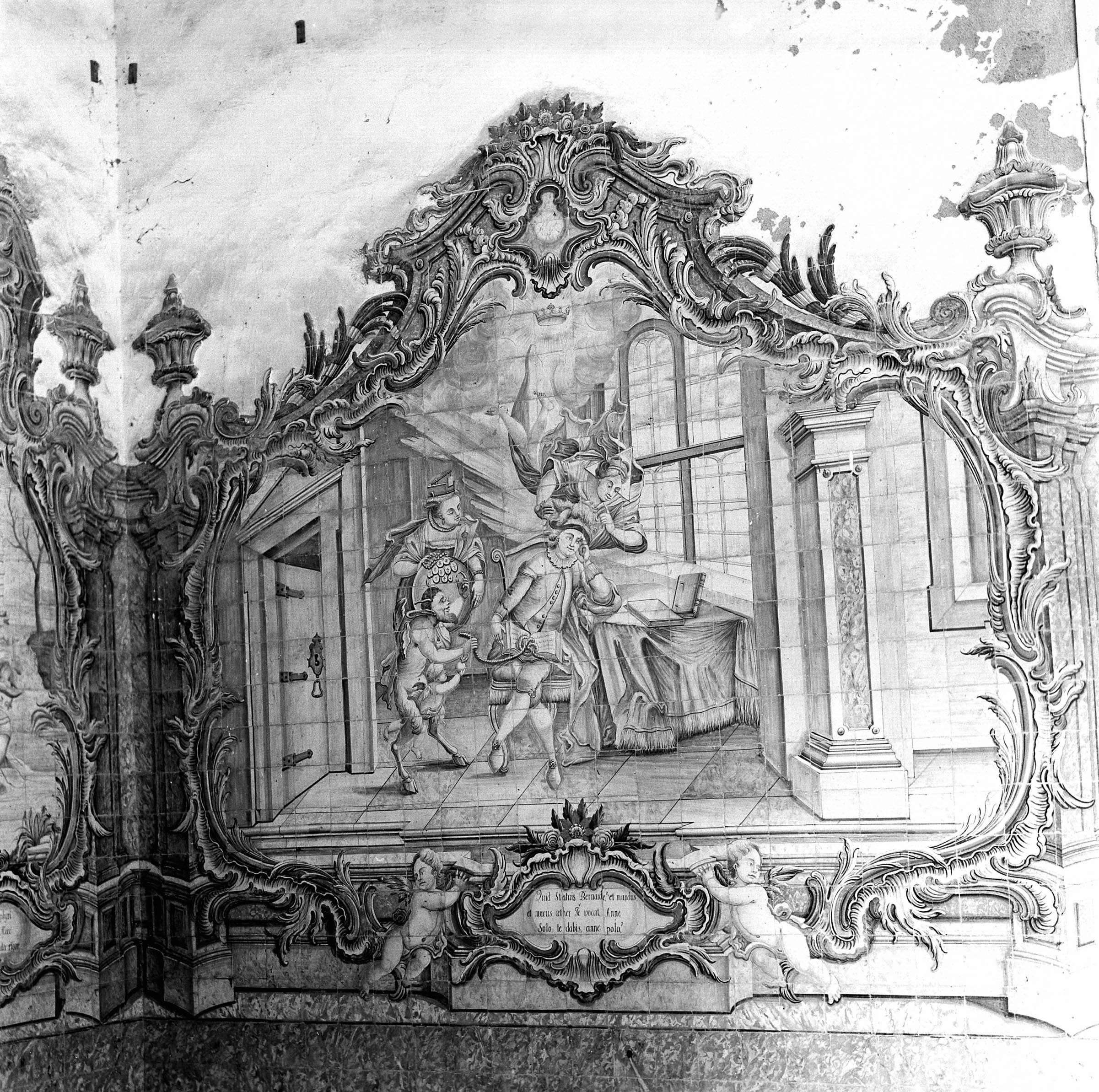
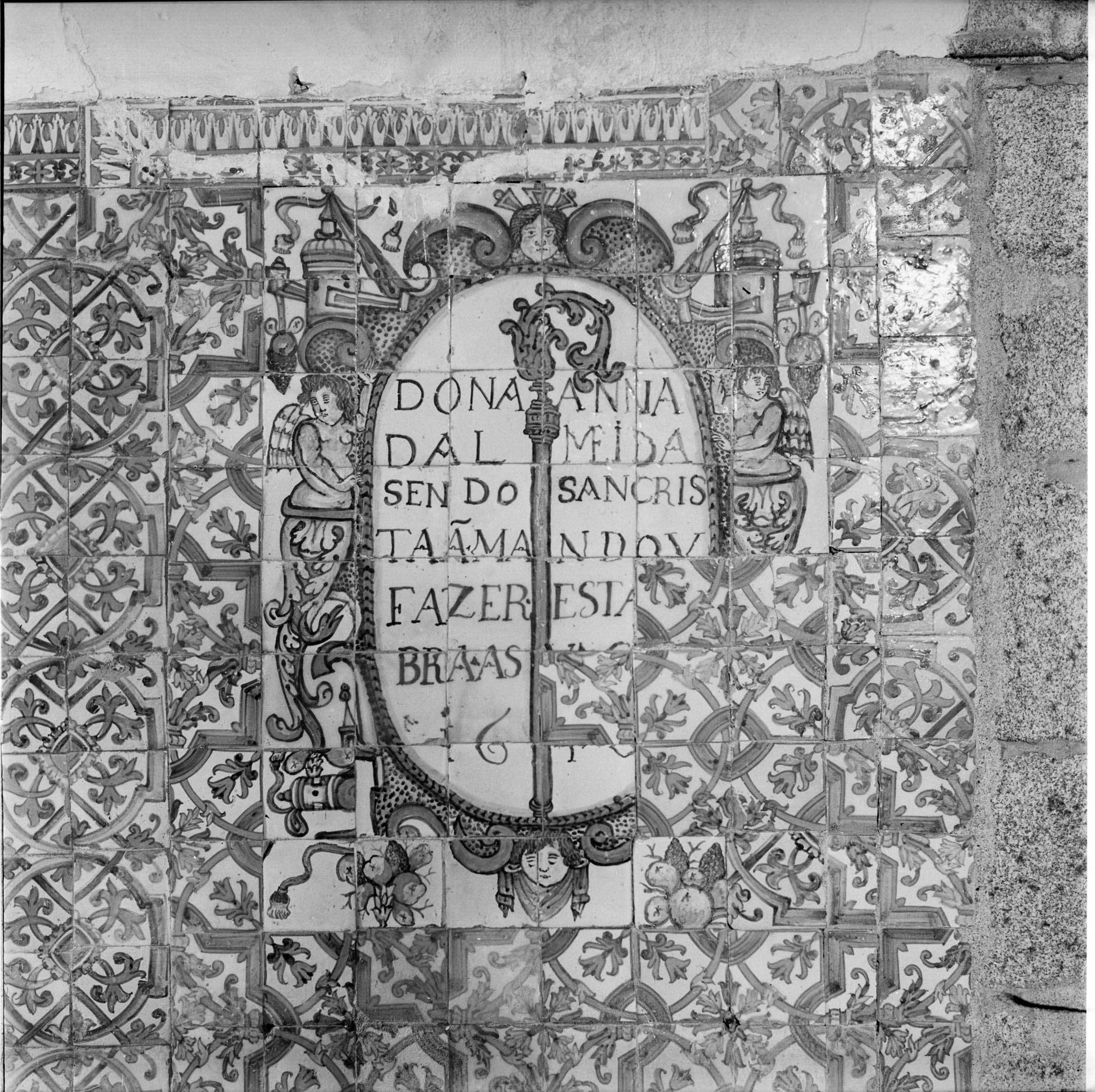
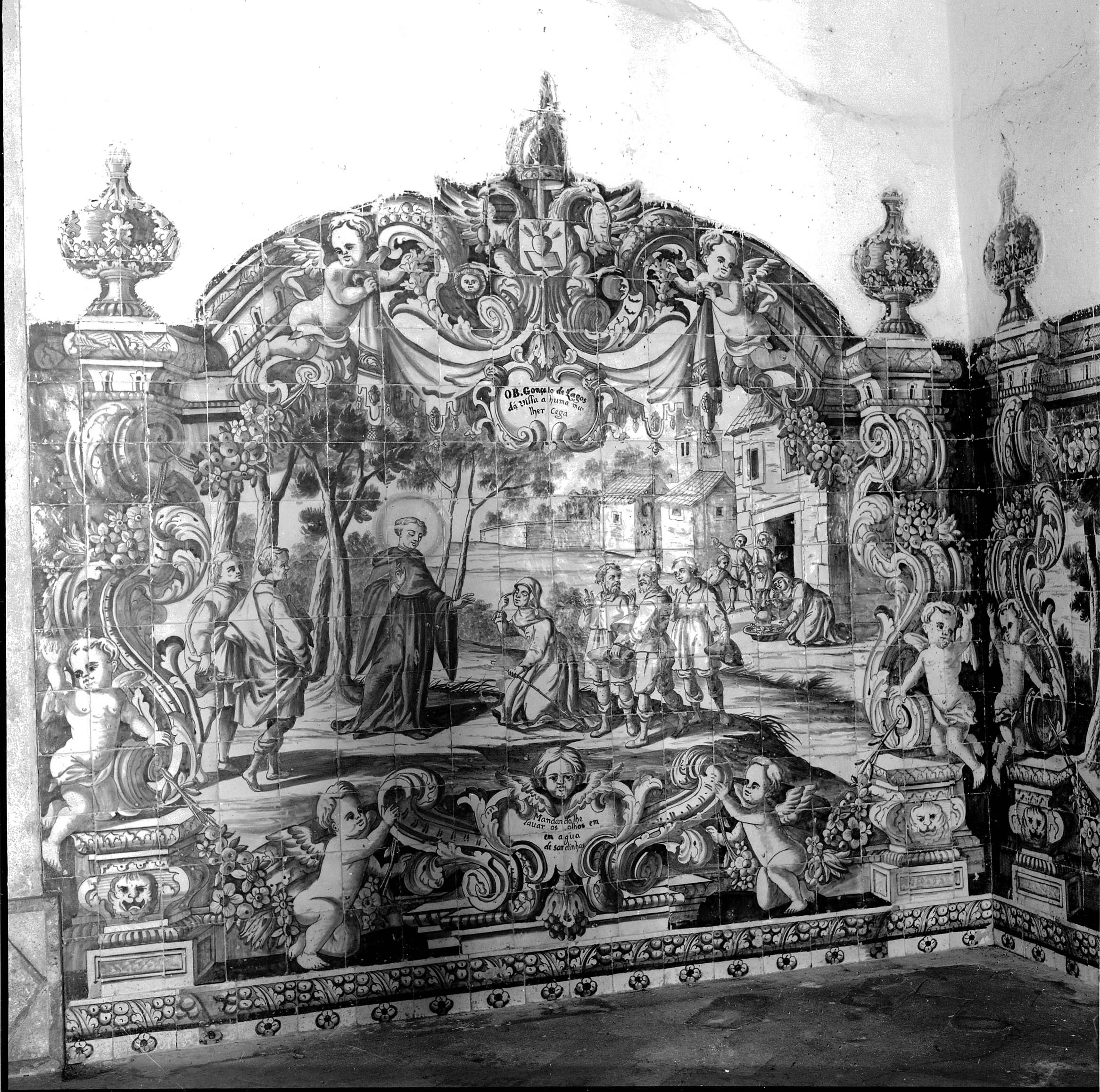
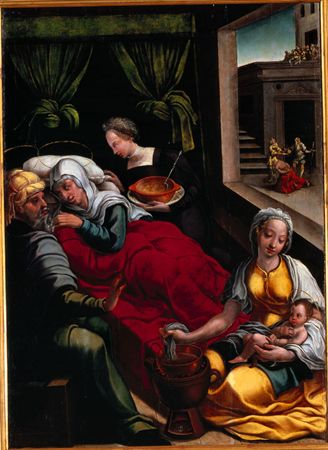
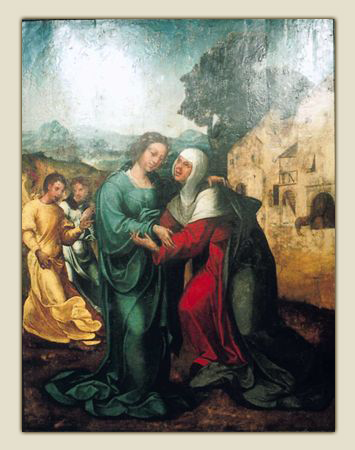